# Яковлево (Сербия)
Яковлево (серб. Јаковљево) — населённый пункт в общине Власотинце Ябланичского округа Сербии.

## Климат
Климат характеризуется как умеренный морской с тёплым летом и равномерным увлажнением в течение года (Cfb в классификации климатов Кёппена). Среднегодовая температура воздуха составляет 9,4 °C. Средняя температура самого холодного месяца (января) составляет −1,2 °С, самого жаркого месяца (августа) — 18,9 °С. Расчётная многолетняя норма атмосферных осадков — 590 мм. Наибольшее количество осадков выпадает в мае (69 мм).

## Население
Согласно переписи населения 2002 года, в селе проживал 461 человек (450 сербов, 10 цыган и 1 румын).
| Численность населения | Численность населения | Численность населения | Численность населения | Численность населения | Численность населения | Численность населения | Численность населения |
| 1948                  | 1953                  | 1961                  | 1971                  | 1981                  | 1991                  | 2002                  | 2011                  |
| --------------------- | --------------------- | --------------------- | --------------------- | --------------------- | --------------------- | --------------------- | --------------------- |
| 990                   | 1043                  | 1030                  | 985                   | 781                   | 625                   | 461                   | 336                   |

## Религия
Согласно церковно-административному делению Сербской православной церкви, село относится к Третьему власотиначскому приходу Власотиначского архиерейского наместничества Нишской епархии.